# Wojciech Kilar
Wojciech Kilar (tiếng Ba Lan: [ˈvɔjtɕɛx ˈkʲilar]; sinh 17 tháng 7 năm 1932 - mất 29 tháng 12 năm 2013) là một nhà soạn nhạc cho các phim của Ba Lan. Nhạc phim ông sáng tác đã giành được nhiều giải thưởng, bao gồm giải thưởng cao quý nhất về nhạc nền cho Ziemia obiecana (Miền đất hứa) năm 1975, tiếp theo là giải Prix Louis Delluc năm 1980 về âm nhạc cho bộ phim Le Roi et l'Oiseau / The King and the Mockingbird và một giải thưởng tại Liên hoan phim quốc tế Cork dành cho From A Far Country (1981), bộ phim kể về cuộc đời của Giáo hoàng John Paul II.
Một trong những thành công lớn nhất của ông đến từ bộ phim Bram Stoker's Dracula của Francis Ford Coppola năm 1992. Phim đã nhận được giải thưởng ASCAP từ Hiệp hội các nhà soạn nhạc, biên kịch và nhà sản xuất Mỹ ở Los Angeles. Ông cũng từng nhận được đề cử giải Sao Thổ cho nhạc phim hay nhất đối với thể loại khoa học viễn tưởng, giả tưởng hoặc kinh dị ở San Francisco năm 1992. Năm 2003, ông đã giành giải thưởng César cho Nhạc phim xuất sắc nhất với phim Nghệ sĩ dương cầm, tại Lễ trao giải César lần thứ 28 của Pháp năm 2003, và nhạc phim cũng nhận được một đề cử BAFTA. Nhạc nền của bộ phim có đoạn "Chuyển đến Ghetto ngày 31 tháng 10 năm 1940" với 10 bài hát khác đang được Frédéric Chopin biên soạn. Trong khi đó, Nghệ sĩ dương cầm bao gồm cả các tác phẩm của Beethoven và Bach.

## Tiểu sử
Wojciech Kilar được sinh vào ngày 17 tháng 7 năm 1932 tại Lwów (lúc đó là Ba Lan; kể từ năm 1945 Lviv ở Cộng hòa Xã hội Chủ nghĩa Xô viết Ukraina, nay là Ukraina). Cha ông là một bác sĩ phụ khoa và mẹ ông là một nghệ sĩ kịch. Từ năm 1948, Kilar dành phần lớn cuộc đời của mình sống tại thành phố Katowice ở miền Nam Ba Lan,  kết hôn (từ tháng 4 năm 1966 đến tháng 11 năm 2007) với Barbara Pomianowska, một nghệ sĩ piano. Kilar khi đó 22 tuổi đã gặp Barbara, 18 tuổi, cũng là người vợ tương lai của mình.

### Học vấn
Sau khi học xong piano tại Maria Bilińska-Riegerowa và hòa âm ở Artur Malawski, năm 1948, ông chuyển từ Kraków đến Katowice, học xong trung học trong lớp học nhạc của Władysława Markiewiczówna. Sau đó, ông đến trường Đại học Âm nhạc (nay là Học viện âm nhạc) ở Katowice, nơi ông tiếp tục học piano và kĩ năng soạn nhạc từ người thầy Bolesław Woytowicz. Ông tốt nghiệp với tấm bằng danh dự loại xuất sắc và nhận bằng tốt nghiệp năm 1955   Thời gian sau, ông tiếp tục học cao học tại Đại học âm nhạc quốc gia (nay là Học viện Âm nhạc) tại Kraków từ năm 1955 đến năm 1958.  Trong năm 1957, ông tham gia khóa học hè âm nhạc mới quốc tế tại Darmstadt.  Vào năm 1959, ông giành được một học bổng của chính phủ Pháp, giúp ông có cơ hội được học thêm về sáng tác nhạc với giảng viên Nadia Boulanger ở Paris.

### Sự nghiệp âm nhạc

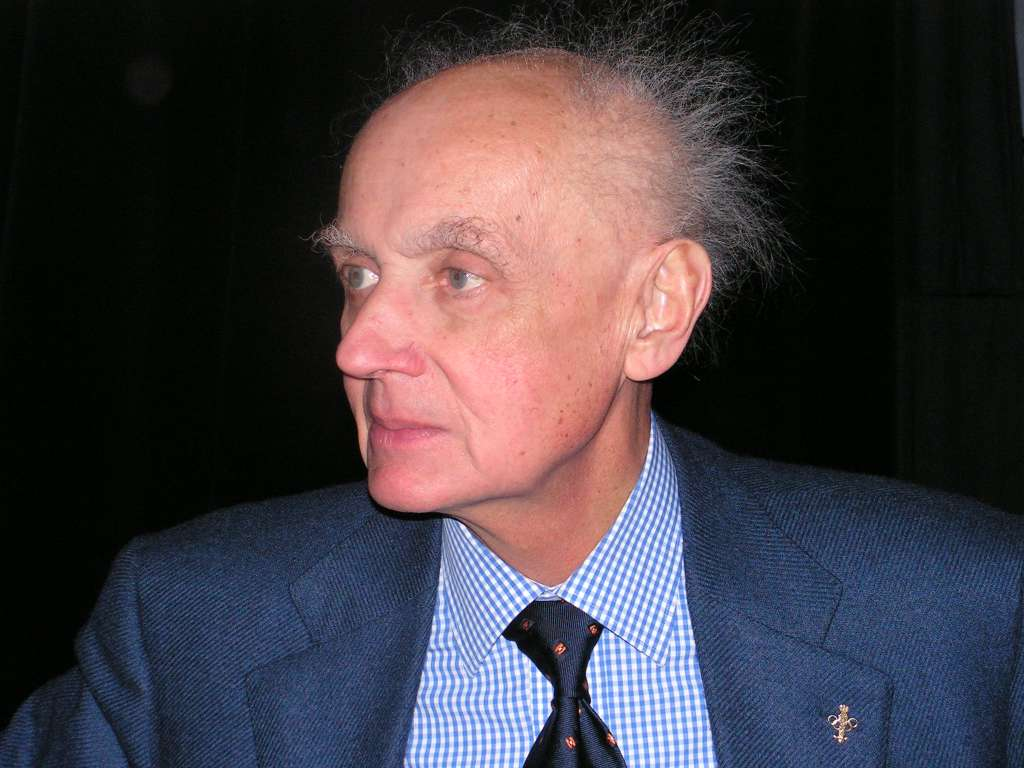
Wojciech Kilar, ngày 28 tháng 10 năm 2005

Kilar (cùng với Bolesław Szabelski, học sinh của anh Henryk Górecki và Krzysztof Penderecki) chịu sự ảnh hưởng của  phong trào Avant--gardene trong thập niên 60, đôi khi được gọi là Trường phái Ba Lan mới. Năm 1977, Kilar là một trong những thành viên sáng lập Hiệp hội Karol Szymanowski, đặt trụ sở tại thị trấn miền núi Zakopane. Kilar đã lãnh đạo Hiệp hội các nhà soạn nhạc Ba Lan trong nhiều năm. Từ năm 1979-1981, ông là phó chủ tịch hội đồng quốc gia của hiệp hội này. Ông cũng là thành viên của Ủy ban chỉ đạo tiết mục cho Liên hoan âm nhạc đương đại quốc tế "Mùa thu Warsaw". Năm 1991, nhà làm phim người Ba Lan Krzysztof Zanussi đã thực hiện một bộ phim tiểu sử về ông với tựa đề Wojciech Kilar.
Nhận được thành công to lớn với vai trò là nhà soạn nhạc cổ điển, Kilar đã ghi dấu ấn với bộ phim nội địa đầu tiên của mình vào năm 1959, và tiếp tục viết nhạc cho một số đạo diễn nổi tiếng nhất của Ba Lan, bao gồm Krzysztof Kieślowski, Krzysztof Zanussi, Kazimierz Kutz và Andrzejaj. Ông đã phụ trách mảng âm nhạc với hơn 100 bộ phim tại quê nhà, bao gồm các bộ phim được quốc tế công nhận như Bilans Kwartalny (1975), Spirala (1978), Constans (1980), Imperativ (1982), Rok Spokojnego Słońca (1984) và ycie za ycie (1984) 1991), cộng với một số bộ khác ở Pháp và trên các khu vực khác của Châu Âu. Ông làm việc với bản chuyển thể Dracula của Francis Ford Coppola, sử dụng tiếng Anh để ra mắt công chúng thế giới. Các bộ phim bằng tiếng Anh khác của ông - bộ ba Death Polanski 's Death and the Maiden (1994), The Ninth Gate (1999) và The Pianist (2002), và Jane Campion's Portrait of a Lady (1996) - các bộ phim đều mang đặc trưng riêng với cách mài bass và cellos xen lẫn chủ đề lãng mạn sâu sắc và hợp âm mang phong cách tối giản.
Ngoài các tác phẩm điện ảnh của mình, Kilar tiếp tục viết và xuất bản các bản nhạc cổ điển thuần túy, bao gồm một bản sonata, một bản nhạc cho một nhóm nhạc gió năm người, cùng một vài bản nhạc cho dàn nhạc thính phòng và dàn hợp xướng, Bên cạnh đó, còn có ca khúc Baltic nổi tiếng, sử thi Exodus (cũng nổi tiếng như đoạn nhạc trailer từ Danh sách của Schindler và nhạc nền Hiệp sĩ ly của Terrence Malick), Bản hòa tấu cho Piano và dàn nhạc dành riêng cho Peter Jablonski, và tác phẩm chính của ông, Bản giao hưởng tháng 9 (2003).
Sau khi từ chối hoàn toàn việc sử dụng kỹ thuật Avant-gardene trong âm nhạc, ông tiếp tục sử dụng một ngôn ngữ âm nhạc được đơn giản hóa, trong đó các khối âm thanh khá lớn làm nền để làm nổi bật lên các giai điệu. Điều này có thể nhìn thấy trong những tác phẩm tham khảo âm nhạc dân gian (đặc biệt là giai điệu dân gian Ba Lan Highlander Gorals) cùng với lòng yêu nước và tôn giáo.

### Sự ra đi sau những ngày bệnh tật
Trong mùa hè năm 2013, Kilar có các dấu hiệu cho thấy sức khỏe ông đang giảm sút nghiêm trọng, chẳng hạn như ngất xỉu và tăng huyết áp, nhưng ông lại quy những triệu chứng đó cho các vấn đề về tim mạch. Tuy nhiên, vào tháng 9, ông đã bị ngã khi đang trên đường. Ông được đưa vào bệnh viện, nơi ông được chẩn đoán mắc bệnh u não, mặc dù tin tức về căn bệnh của ông chỉ được công bố sau khi ông qua đời. Ông đã trải qua một cuộc phẫu thuật thành công để loại bỏ khối u và không gây ra tác dụng phụ nghiêm trọng nào. Sau ca phẫu thuật, Kilar rất lạc quan và tiếp tục làm việc bình thường. Ngoài ra, ông còn phải trải qua xạ trị trong sáu tuần, một quá trình khiến ông kiệt sức về thể chất.
Đầu tháng 12 năm 2013, Kilar rời bệnh viện để trở về nơi cư trú ở Katowice. Vì không có con nên ông được cháu gái chăm sóc. Ông cũng thường xuyên được một linh mục Công giáo đến thăm và rước lễ hai lần trong mùa Giáng sinh. Tình trạng của ông xấu đi vào ngày 28 tháng 12 và đến sáng Chủ nhật, ngày 29 tháng 12 năm 2013, Kilar qua đời. Sau khi hỏa táng thi hài của ông, đám tang của Kilar được tổ chức vào ngày 4 tháng 1 năm 2014 tại Nhà thờ Chúa Kitô Vua ở Katowice. Tro cốt của ông được đặt bên cạnh người vợ của mình.

## Sự nghiệp
Kilar sáng tác cho dàn nhạc giao hưởng, nhạc thính phòng và tác phẩm cho các nhạc cụ độc tấu. Tháng 1 năm 2001, thế giới chứng kiến buổi ra mắt Missa pro pace của ông. Ông sáng tác cho một dàn nhạc giao hưởng với đầy đủ dàn hợp xướng và một nhóm nghệ sĩ độc tấu tại National Philharmonic ở Warsaw. Tác phẩm được viết để kỷ niệm một trăm năm của Warsaw Philharmonic. Vào tháng 12 năm 2001, bản nhạc đã được trình diễn một lần nữa trong Hội trường Paul VI trước sự chứng kiến của Giáo hoàng John Paul II. Tác phẩm Angelus năm 1984 của ông được sử dụng trong bộ phim hành động City of Angels; Orawa, từ năm 1988, đã tìm thấy việc sử dụng nó trong sản phẩm năm 2003 của Santa Clara Vanguard, "Pathways".
Trong phần lớn cuộc đời của mình, các tác phẩm của Kilar bị chi phối bởi nhạc phim với một loạt các tác phẩm âm nhạc đơn giản nhưng phát hành đều đặn. Năm 2000, ông chuyển sang "âm nhạc của một nhà soạn nhạc phi thường". Kể từ Bản giao hưởng tháng 9 năm 2003, (Bản giao hưởng số 3), một bản giao hưởng quy mô đầy đủ bốn phong trào được viết cho người bạn của nhà soạn nhạc Antoni Wit, Kilar trở lại với âm nhạc thuần túy. Bản giao hưởng tháng 9 là bản giao hưởng đầu tiên của nhà soạn nhạc kể từ Bản giao hưởng dành cho đàn dây năm 1955 (cùng với một bản giao hưởng sinh viên khác) và Kilar coi đó là bản giao hưởng trưởng thành đầu tiên của mình (sáng tác ở tuổi 71).
Từ năm 2003, Kilar đã liên tục sản xuất các tác phẩm âm nhạc với quy mô lớn. Ca khúc Lament (2003) dành cho dàn hợp xướng, Bản giao hưởng số 4 Sinfonia de Motu (Bản giao hưởng chuyển động) từ năm 2005 được viết cho dàn nhạc lớn, hợp xướng và độc tấu, Thánh lễ Magnificat của ông từ năm 2006, Bản giao hưởng số 5 Advent, Te Deum được công chiếu vào tháng 11 năm 2008  Kilar nói rằng ông tin rằng mình đã phát hiện ra hòn đá giả kim của các nhà triết học, và cho rằng "không có gì đẹp hơn âm thanh đơn độc hay sự hòa hợp tồn tại mãi mãi, rằng đây là sự khôn ngoan sâu sắc nhất, không giống như những mánh khóe của chúng ta với sonata, fugues, và hòa âm. "  Các tác phẩm của Kilar đã được thực hiện bởi một số dàn nhạc quốc tế lớn, bao gồm Dàn nhạc Philadelphia, Dàn nhạc Cleveland, và Dàn nhạc giao hưởng New York.

## Giải thưởng

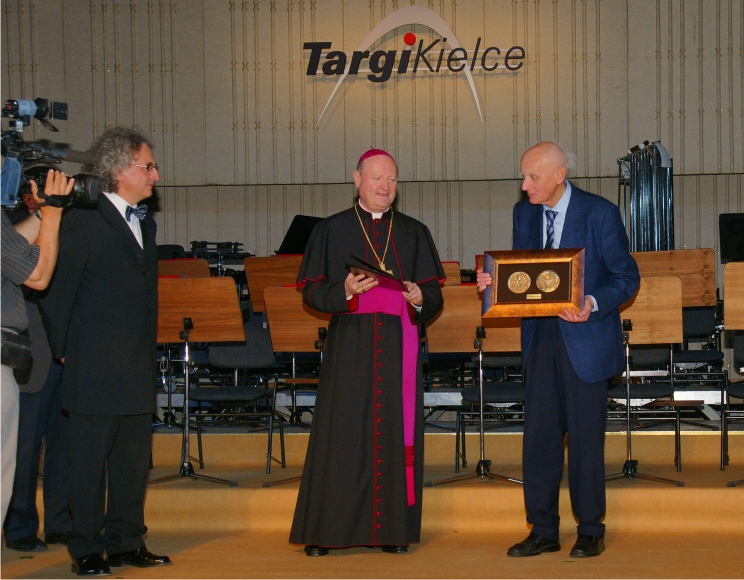
Wojciech Kilar nhận được huy chương Per Artem ad Deum năm 2009

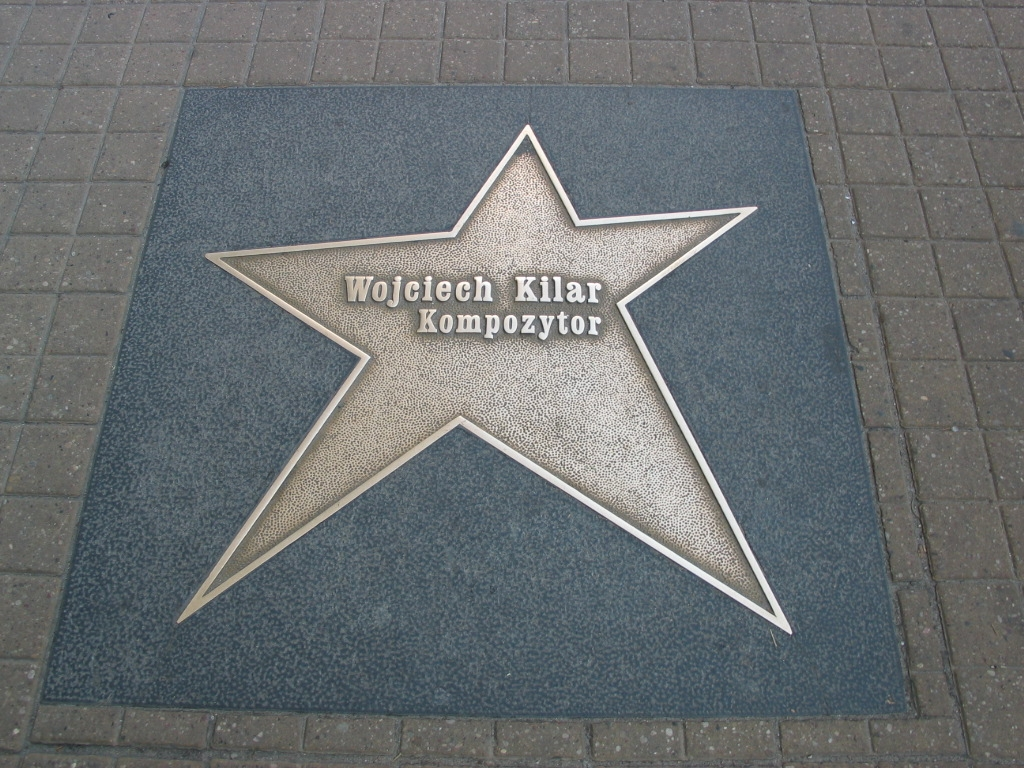
Wojciech Kilar, nhà soạn nhạc. Một ngôi sao trong Đại lộ Ngôi sao ở Łódź ở Ba Lan, "Đại lộ Danh vọng"

Wojciech Kilar đã nhận được nhiều giải thưởng cho các hoạt động nghệ thuật, bao gồm các giải thưởng từ Lili Boulanger Foundation ở Boston (1960), Bộ trưởng Bộ Văn hóa và Nghệ thuật (1967, 1975), Hiệp hội Nhà soạn nhạc Ba Lan (1975), tỉnh Katowice (1975) 1971, 1976, 1980) và thành phố Katowice (1975, 1992). Ông cũng đã được trao Giải thưởng hạng nhất của Cộng hòa Ba Lan (1980), Giải thưởng Quỹ Alfred Jurzykowski tại Thành phố New York (1984), Giải thưởng Văn hóa Ủy ban Văn hóa Công đoàn Độc lập Đoàn kết (1989), Giải thưởng Wojciech Korfanty (1995), Giải thưởng "Lux ex Silesia" do Tổng Giám mục và Thủ đô Katowice (1995) trao tặng, và Sonderpreis des Kulturpreis Schlesien des Landes Niedersachsen (1996).
Nhạc phim của Kilar đã giúp ông giành được nhiều danh hiệu. Ông đã nhận được giải thưởng cao nhất về âm nhạc cho Ziemia obiecana (Vùng đất hứa) (dir. Andrzej Wajda) tại Liên hoan phim Ba Lan ở Gdańsk năm 1975. Tiếp theo là giải Prix Louis Delluc, được trao tặng năm 1980 về âm nhạc cho một bộ phim hoạt hình có tựa đề Le Roi et l'Oiseau / The King and the Mockingbird, (dir. Paul Grimault). Một năm sau, ông đã nhận được một giải thưởng tại Liên hoan phim quốc tế Cork về nhạc phim cho Papież Jan Pawel II / Giáo hoàng John Paul II / Da un paese lontano: Papa Giovanni Paulo II (dir. Krzysztof Zanussi).
Có lẽ thành công lớn nhất của ông là nhờ nhạc phim của Dracula của Francis Ford Coppola, mà Kilar đã nhận Giải thưởng ASCAP năm 1993 từ Hiệp hội Nhà soạn nhạc, Biên kịch và Nhà sản xuất Hoa Kỳ ở Los Angeles (cùng với 7 người khác và 5 bộ phim khác), và cũng được đề cử giải Sao Thổ về nhạc phim xuất sắc nhất cho thể loại khoa học viễn tưởng, giả tưởng hoặc kinh dị ở San Francisco năm 1993.
Năm 2003, ông đã giành giải thưởng César cho Nhạc phim xuất sắc nhất vớiThe Pianist tại Lễ trao giải César lần thứ 28 của Pháp năm 2003, nơi ông cũng nhận được đề cử BAFTA.
Ủy ban Điện ảnh Nhà nước Ba Lan đã vinh danh Kilar với giải thưởng thành tựu trọn đời vào năm 1991. Vào năm 1976, ông nhận được Thập tự giá của Cavaliers của Polonia Restituta. Vào tháng 11 năm 2008, Kilar đã được trao tặng Thánh giá lớn của Dòng Polonia Restituta.

### Danh sách các giải thưởng lớn
- Giải thưởng Lili Boulanger của Pháp cho sáng tác nhạc (1960)
- Giải thưởng Bộ Văn hóa và Nghệ thuật Ba Lan (1967 và 1976)
- Giải thưởng Liên minh nhà soạn nhạc Ba Lan (1975)
- Giải thưởng Pháp Louis Louisuc (1980)
- Giải thưởng Quỹ Alfred Jurhotowski (1984, Hoa Kỳ)
- Giải thưởng Quỹ Văn hóa Ba Lan (2000)
- Đồng chiến thắng (cùng với 7 người khác và 5 phim khác) của Giải thưởng ASCAP năm 1993 từ Hiệp hội các nhà soạn nhạc, tác giả và nhà sản xuất người Mỹ ở Los Angeles vì điểm số của anh cho bộ phim kinh dị của đạo diễn Francis Ford Coppola Bram Stoker's Dracula.
- Được đề cử giải thưởng Sao Thổ cho Âm nhạc hay nhất trong một bộ phim khoa học viễn tưởng, giả tưởng hoặc kinh dị, dành cho Bram Stoker's Dracula (San Francisco, 1993) [1]
- Người chiến thắng giải thưởng César dành cho Nhạc phim xuất sắc nhất được sáng tác cho một bộ phim, cho The Pianist, tại Lễ trao giải César lần thứ 28 của Pháp năm 2003 [2]
- Đề cử giải thưởng Anthony Asquith cho Phim ca nhạc, cho The Pianist, tại Giải thưởng BAFTA năm 2003 của Anh [3]
- Nikt nie woła (Nobody's calling, 1960)
- Milczące ślady (1961)
- Spotkanie w "Bajce" (Café From The Past, 1962)
- Tarpany (Wild Horses, 1962)
- Głos z tamtego świata (Voice from beyond, 1962)
- Milczenie (Silence, 1963)
- Pięciu (1964)
- Three Steps on Earth (Trzy kroki po ziemi, 1965)
- Salto (Somersault, 1965)
- Marysia i Napoleon (1966)
- Piekło i niebo (Hell and heaven, 1966)
- Bicz boży (God's Whip, 1967)
- Sami swoi (1967)
- Westerplatte (1967)
- The Doll (Lalka, 1968)
- Salt of the Black Earth (Sól ziemi czarnej, 1969)
- Family Life (Życie rodzinne, 1970)
- The Cruise (Rejs, 1970)
- Lokis. A Manuscript of Professor Wittembach (Lokis. Rękopis profesora Wittembacha, 1970)
- Pearl in the Crown (Perla w Koronie, 1971)
- Bolesław Śmiały (King Boleslaus the Bold, 1972)
- The Illumination (Iluminacja, 1973)
- Opętanie (Obsession, 1973)
- Zazdrość i Medycyna (1973)
- Hubal (1973)
- A Woman's Decision (Bilans Kwartalny, 1974)
- Miền đất hứa (Ziemia obiecana, 1974)
- Smuga cienia (The Shadow Line, 1976)
- Trędowata (1976)
- Jarosław Dąbrowski (1976)
- Ptaki ptakom (Bords to Birds, 1977)
- Camouflage (Barwy ochronne, 1977)
- Spiral (Spirala, 1978)
- Rodzina Połanieckich (1978, TV series)
- David (1979)
- The King and the Mockingbird (Le Roi et l'Oiseau, 1980)
- The Constant Factor (Constans, 1980)
- From a Far Country [it] (1981)
- Blind Chance (Przypadek, 1982)
- Imperative (Imperatyw, 1982)
- Một năm mặt trời yên tĩnh (Rok spokojnego słońca, 1984)
- Power of Evil (Paradigma, 1985)
- A Chronicle of Amorous Accidents (Kronika wypadków miłosnych, 1986)
- Salsa (1988)
- Wherever You Are... [pl] (1988)
- Inventory (Stan posiadania, 1989)
- Korczak (1990)
- Napoléon et l'Europe [fr] (1991, TV miniseries)
- Life for Life: Maximilian Kolbe [pl] (Życie za życie. Maksymilian Kolbe, 1991)
- Bram Stoker's Dracula (1992)
- The Silent Touch [pl] (1992)
- Śmierć jak kromka chleba (1994)
- Death and the Maiden (1994)
- Faustina (1995)
- Legenda Tatr (1995)
- At Full Gallop (Cwał, 1996)
- The Portrait of a Lady (1996)
- Deceptive Charm (1996)
- Our God's Brother [pl] (1997)
- Chương trình Truman  (1998) (parts from Requiem Father Kolbe)
- The Ninth Gate (1999)
- Pan Tadeusz (1999)
- Life as a Fatal Sexually Transmitted Disease (2000)
- The Supplement (2002)
- Nghệ sĩ dương cầm (2002)
- The Revenge (Zemsta, 2002)
- Persona Non Grata (2005)
- We Own the Night (2007)
- Black Sun (2007)
- Two Lovers (2008)
- Welcome (2009)

## Hòa nhạc

### Dàn nhạc
- Giai điệu mở màn (1955), cho Liên hoan thanh niên, 1955
- Bản giao hưởng cho dây (Bản giao hưởng số 1, 1955)
- Ode Béla Bartók trong bản ghi nhớ, cho violin, kèn đồng và bộ gõ (1956)
- Riff 62 (1962)
- Generation (1963)
- Springfield Sonnet (1965)
- Krzeany, cho dàn nhạc (1974)
- Kościelec 1909, cho dàn nhạc (1976)
- Orawa, cho dàn nhạc dây (1988)
- Choralvorspiel (Choral Prelude), cho dàn nhạc dây, (1988)
- Requiem Father Kolbe, cho dàn nhạc giao hưởng (1994)
- Bản giao hưởng số 3 "Bản giao hưởng tháng 9" cho dàn nhạc (2003)
- Ricordanza "(2005)
- Uwertura uroczysta [Solemn Overture] cho dàn nhạc (2010)

### Dàn nhạc, với những nghệ sĩ độc tấu nhạc cụ và thanh nhạc
- Symphony Concertante, dành cho piano và dàn nhạc (Giao hưởng số 2, 1956)
- Christmas Carol, cho bốn dàn nhạc và dàn nhạc dây (1972)
- Bogurodzica, cho hợp xướng và dàn nhạc hỗn hợp (1975)
- Siwa mgła, cho baritone và dàn nhạc (1979)
- Exodus, cho hợp xướng và dàn nhạc hỗn hợp (1981)
- Victoria, cho dàn hợp xướng và dàn nhạc (1983)
- Angelus, cho dàn nhạc giao hưởng, soprano và hợp xướng hỗn hợp (1984)
- Bản hòa tấu piano số 1 (1996)
- Missa Pro Pace, dành cho dàn nhạc, hợp xướng và nghệ sĩ độc tấu (2000)
- Bản giao hưởng số 4 "Sinfonia de Motu" (Bản giao hưởng chuyển động), dành cho dàn nhạc, hợp xướng và nghệ sĩ độc tấu (2005)
- Magnificat, dành cho dàn nhạc, hợp xướng và nghệ sĩ độc tấu (2007)
- Bản giao hưởng số 5 "Bản giao hưởng Mùa Vọng", dành cho dàn nhạc, hợp xướng và nghệ sĩ độc tấu (2007)
- Te Deum, dành cho dàn nhạc, hợp xướng và nghệ sĩ độc tấu (2008)
- Veni Creator, cho hợp xướng và chuỗi hỗn hợp (2008)
- Bản hòa tấu piano số 2 (2011)

### Hợp xướng
- Than thở, cho hợp xướng không có người đi kèm (2003)
- Bài thánh ca Paschalis cho hợp xướng (2008)

### Phòng
- Sáo Sonatina (1951)
- Bộ tứ gỗ (1952)
- Sonata (1954)
- Đào tạo 68, cho clarinet, trombone, cello và piano (1968)
- Orawa, mảng. cho 8 ô
- Orawa, mảng. cho 12 bản nhạc saxophone (2009)

### Đàn piano
Vô số bản piano độc tấu

## Quan điểm chính trị
Trong chiến dịch bầu cử năm 2007 cho Quốc hội Cộng hòa Ba Lan, Wojciech Kilar đã đưa ra một số tuyên bố về sự ủng hộ của ông đối với đảng Luật pháp và Công lý.